# Fervedouro
Fervedouro là một đô thị thuộc bang Minas Gerais, Brasil. Đô thị này có diện tích 357,272 km², dân số năm 2007 là 10261 người, mật độ 28,4 người/km².